# سلطنة دهلك
سلطنة دهلك كانت مملكة صغيرة من العصور الوسطى تغطي أرخبيل دهلك وأجزاء من الساحل الإريتري. وُثِّقَت لأول مرة في عام 1093، وسرعان ما استفادت من موقعها التجاري الاستراتيجي، حيث استفادت بشكل كبير من قربها من اليمن وكذلك مصر والهند. بعد منتصف القرن الثالث عشر فقدت دهلك احتكارها التجاري وبدأت بعد ذلك في الانحدار. حاولت كل من الإمبراطورية الإثيوبية واليمنية فرض سلطتها على السلطنة. وفي نهاية المطاف تم ضمها إلى العثمانيين في عام 1557، وجعلوها جزءًا من إيالة الحبشة. وقد زارها الرحالة المسلم ابن قلاقس الإسكندري ووصفها في كتاباته.

## التاريخ

### الأصول والتاريخ المبكر

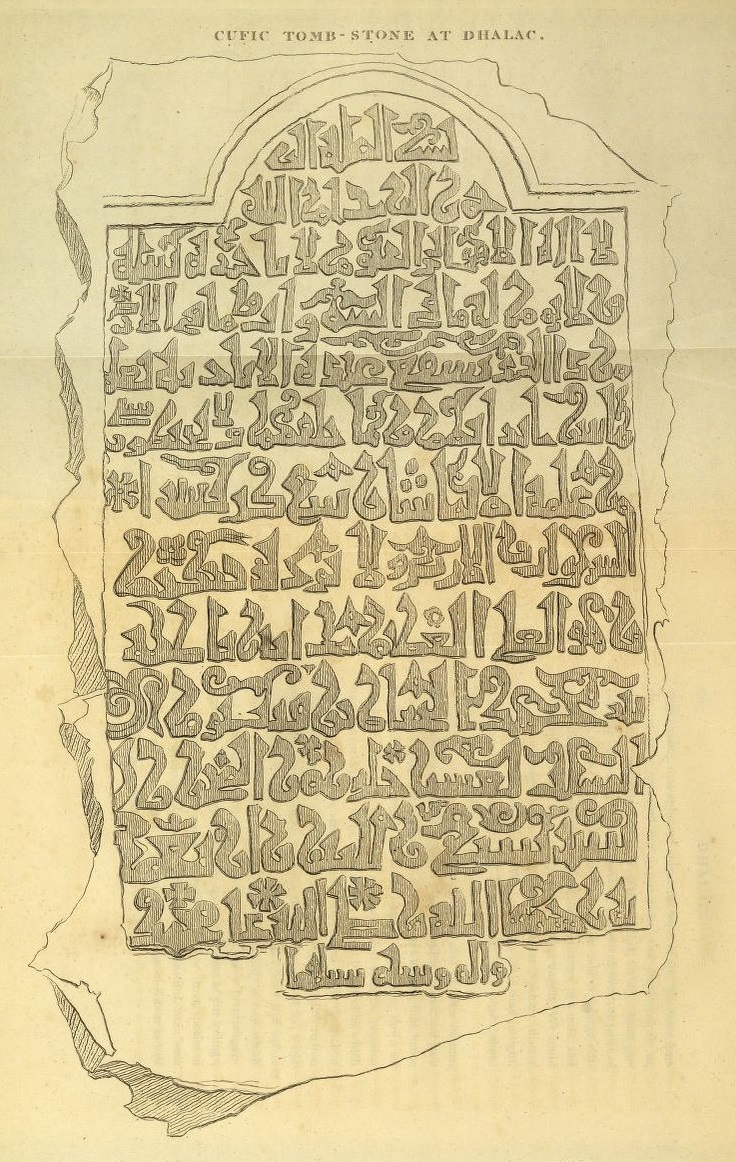
شاهد قبر من دهلك عليه نقش كوفي

وبعد أن استولى الأمويون على دهلك عام 702م، جعلوها سجنًا ومكانًا للنفي القسري، كما فعل العباسيون الأوائل الذين خلفوهم. بحلول القرن التاسع أصبحت جزر دهلك تحت حكم ملك الحبشة. حوالي عام 900، أبرم معاهدة صداقة مع السلطان الزيادي في زبيد في اليمن، وبحلول منتصف القرن العاشر، سُجِّل أن دهلك أُُجبرَت على دفع الجزية للسلطان إسحاق بن إبراهيم. وبعد قرن من الزمان، انخرطت دهلك في صراع على السلطة بين الزياديين والنجاحيين، حيث فر الأخيرون إلى هناك في عام 1061. استمرت المعارك حتى عام 1086، عندما تمكن النجاحيون من استعادة حكمهم في زبيد. كان ذلك في النصف الثاني من القرن الحادي عشر، تحت حكم النجاحيين، عندما ازدهر أرخبيل دهلك أكثر من أي وقت مضى.
أول سلطان معروف هو السلطان مبارك الذي توفي سنة 1093م وتظهر شواهد جنائزه. يبدو أن سلالته استمرت حتى عام 1230 أو 1249. خلال هذه الفترة، من القرن الحادي عشر إلى منتصف القرن الثالث عشر، تمتعت السلطنة بأكبر قدر من الازدهار. كان هذا الازدهار يعتمد في معظمه على احتكار التجارة الخارجية للداخل الإثيوبي، ولكن أيضًا على المشاركة في تجارة بين مصر والهند باعتبارها محطة توقف أساسية للسفن. ومن خلال دهلك أيضًا حافظت إثيوبيا على علاقاتها الدبلوماسية مع اليمن. ومع ذلك، في منتصف القرن الثالث عشر، بدأ ملوك زاغوا في الاستفادة من طريق تجاري جديد في الجنوب، وكانت مدينة الميناء زيلا هي وجهته النهائية. وبذلك فقدت دهلك احتكارها التجاري. وفي نفس الوقت تقريبًا، سجل ابن سعيد المغربي أن سلاطين دهلك ناضلوا من أجل البقاء مستقلين عن الرسوليين.
منذ القرن الثاني عشر، سيطر سلاطين دهلك على مدينة مصوع التجارية المهمة على ساحل البحر الأحمر الأفريقي، والتي كان يحكمها النائب. ربما كانت المستوطنات الساحلية الأخرى في القارة الأفريقية خاضعة لسيطرة سلاطين دهلك أيضًا، مؤقتًا على الأقل. بالنسبة للإثيوبيين، كان سلطان دهلك يُعرف باسم سيومى بحر ("حاكم البحر")، على النقيض من بحر نجاش ("سيد البحر") في ميدري بحري.
وبعد فترة وجيزة من وفاة السلطان مبارك، بدأت سلطنة دهلك في سك العملات المعدنية، والتي كانت تستخدم لدفع ثمن السلع المستوردة مثل المنسوجات المصرية والميعة.
ومن المرجح أن التجار المسلمين في دهلك لم ينجحوا في نشر الإسلام في شمال الحبشة. وذلك بسبب أن الكنيسة الإثيوبية راسخة منذ قرون. ولم تتسامح مع المسلمين أو تسمح بدخولهم المنطقة إلا باعتبارهم تجارًا.

### الزوال

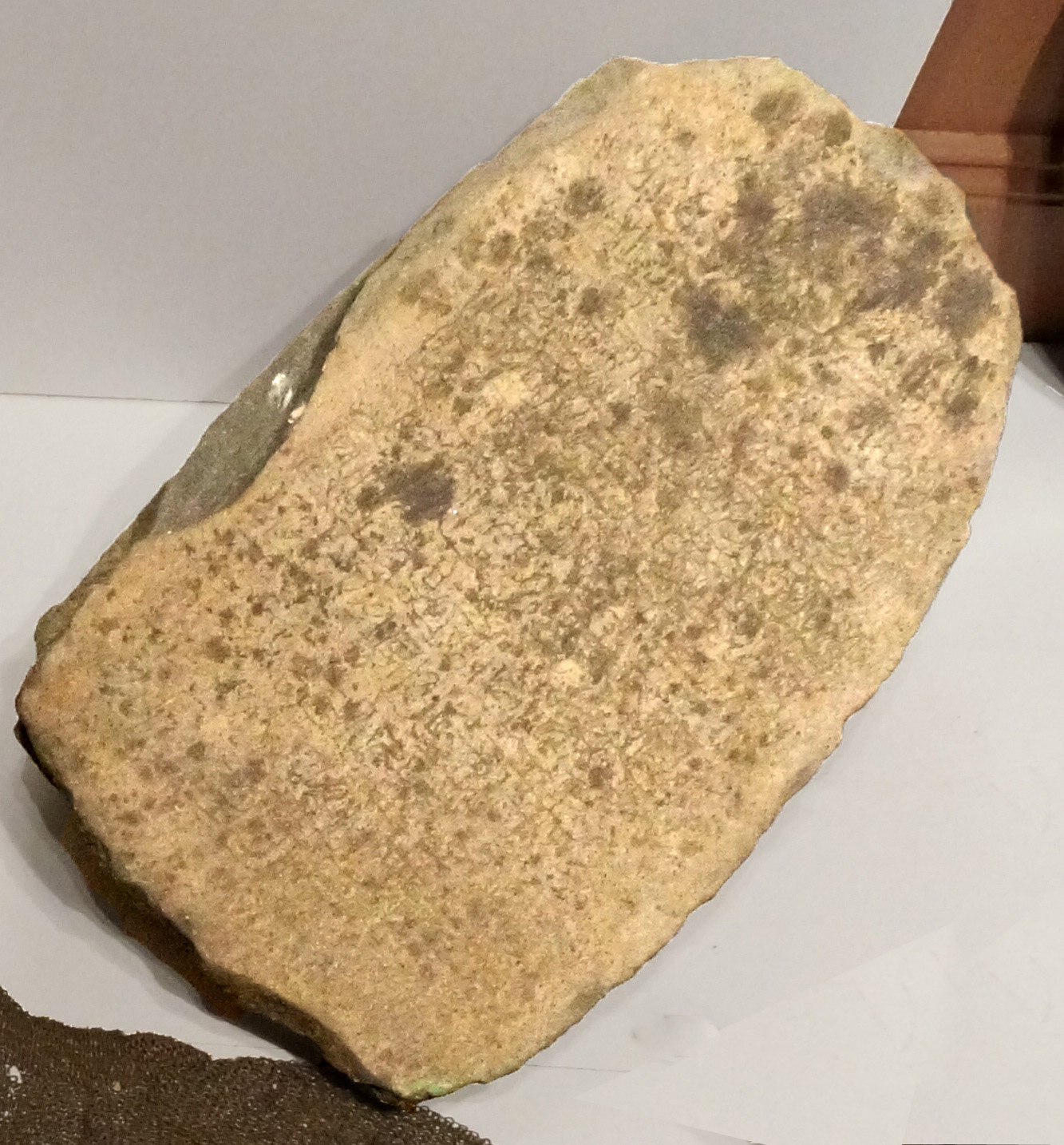
شاهد قبر السلطان أحمد الذي توفي سنة 1540

بحلول القرن الخامس عشر، لم يكن اقتصاد السلطنة في حالة انحدار فحسب، بل اضطرت أيضًا إلى دفع الجزية لأباطرة إثيوبيا. في عامي 1464 و1465، تعرضت مصوع وأرخبيل دهلك للنهب على يد الإمبراطور زارع يعقوب. بحلول عام 1513 أصبح دهلك تابعًا للطاهريين. في عامي 1517 و1520 دخلت في صراع مع الإمبراطورية البرتغالية، مما أدى إلى الكثير من الدمار. بحلول عام 1526، تم تخفيض رتبة سلطان الدهاليك، أحمد، إلى مجرد تابعين. كان هناك إحياء قصير للسلطنة أثناء الحرب الإثيوبية العدلية، حيث خاضت سلطنة عدل جهادًا ناجحًا مؤقتًا ضد الإمبراطورية الإثيوبية. انضم السلطان أحمد إلى عدل وحصل على مدينة الميناء حرقيقو. ومع ذلك، في عام 1541، بعد عام واحد من وفاة السلطان أحمد، عاد البرتغاليون ودمروا دهلك مرة أخرى. وبعد ستة عشر عامًا، دخلتالإمبراطورية العثمانية الجزر، وجعلتها جزءًا من إيالة الحبشة. في ظل الحكم العثماني انتشر التسامح ولكن هُمِّشَت جزر دهلك وفقدَت أهميتها حالها حال معظم المناطق التي سيطر عليها العثمانيون في الشرق الأوسط وشمال أفريقيا، وذلك بسبب اهتمام العثمانيين بالمناطق في أوروبا والأناضول.

## دهلك كبير
دهلك كبير هي موقع على جزيرة دهلك كبير التي تحمل نفس الاسم، تحتوي على مواد يعود تاريخها إلى عصر السلطنة. تم اكتشاف ما يقرب من 300 شواهد قبر. وهم يشهدون على وجود سكان ينحدرون من جميع أنحاء العالم الإسلامي. وقد تم ملاحظة العديد من القباب المتدهورة الآن، والتي ربما تندثر في السنوات القادمة، دون اهتمام الحكومة أو المسلمين بها. تتكون المستوطنة نفسها من منازل حجرية جيدة البناء مصنوعة من المرجان. ويحتوي الموقع أيضًا على العديد من تلال الاستيطان. استخدم السكان في العصور الوسطى صهاريج متطورة لضمان إمداد مستمر بالمياه العذبة.